# Moravskoslezská fotbalová liga
Morawsko-Śląska Liga Piłkarska (czes.: Moravskoslezská fotbalová liga) w piłce nożnej – wraz z ČFL jest trzecią w hierarchii klasą rozgrywkową w Czechach. W lidze występuje 16 zespołów, mecze rozgrywane są systemem każdy z każdym, mecz i rewanż. W całym sezonie, rozgrywanym systemem jesień-wiosna granych jest 30 kolejek. Zwycięzca rozgrywek awansuje bezpośrednio do II ligi. Natomiast kluby, które zajęły ostatnie dwa miejsca są relegowane do niższej klasy rozgrywek. Odpowiednio są to Dywizja D lub Dywizja E, w zależności od miejsca, z którego dany klub pochodzi. Liga skupia zespoły pochodzące z dwóch historycznych czeskich krain – Moraw oraz Śląska czeskiego.

## Drużyny ligi Morawsko-Śląskiej w sezonie 2008/09
- 1. FC Brno B
- 1. FC Slovácko B
- 1. SC Znojmo
- SK Sigma Olomouc B
- FC Dosta Bystrc-Kníničky
- FC Baník Ostrava B
- FC Tescoma Zlín B
- FC Vysočina Jihlava B
- FK Mutěnice
- MFK Frýdek-Místek
- SK Sulko Zábřeh
- FC Hlučín
- MSK Břeclav
- SK Hanácká Slavia Kroměříž
- FK APOS Blansko
- SK Uničov